# Cocumont
Cocumont ist eine französische Gemeinde mit 1110 Einwohnern (Stand 1. Januar 2022) im Département Lot-et-Garonne in der Region Nouvelle-Aquitaine.

## Geografie
Die Gemeinde Cocumont liegt an der Grenze zum Département Gironde, 40 Kilometer südöstlich von Langon und 15 Kilometer südwestlich von Marmande. Die Einwohner nennen sich „Cocumontais“.

## Bevölkerungsentwicklung
| 1962 | 1968 | 1975 | 1982 | 1990 | 1999 | 2007 | 2018 |
| ---- | ---- | ---- | ---- | ---- | ---- | ---- | ---- |
| 1140 | 1141 | 1022 | 1022 | 937  | 888  | 941  | 1066 |

## Kirchen
- Kirche Saint Jean-Baptiste im neogotischen Stil aus dem 19. Jahrhundert im Dorfzentrum
- romanische Kirche Saint Jean de Vidailhac aus dem 11. Jahrhundert
- Kirche von Gouts, eine romanische Kirche aus dem 12. Jahrhundert

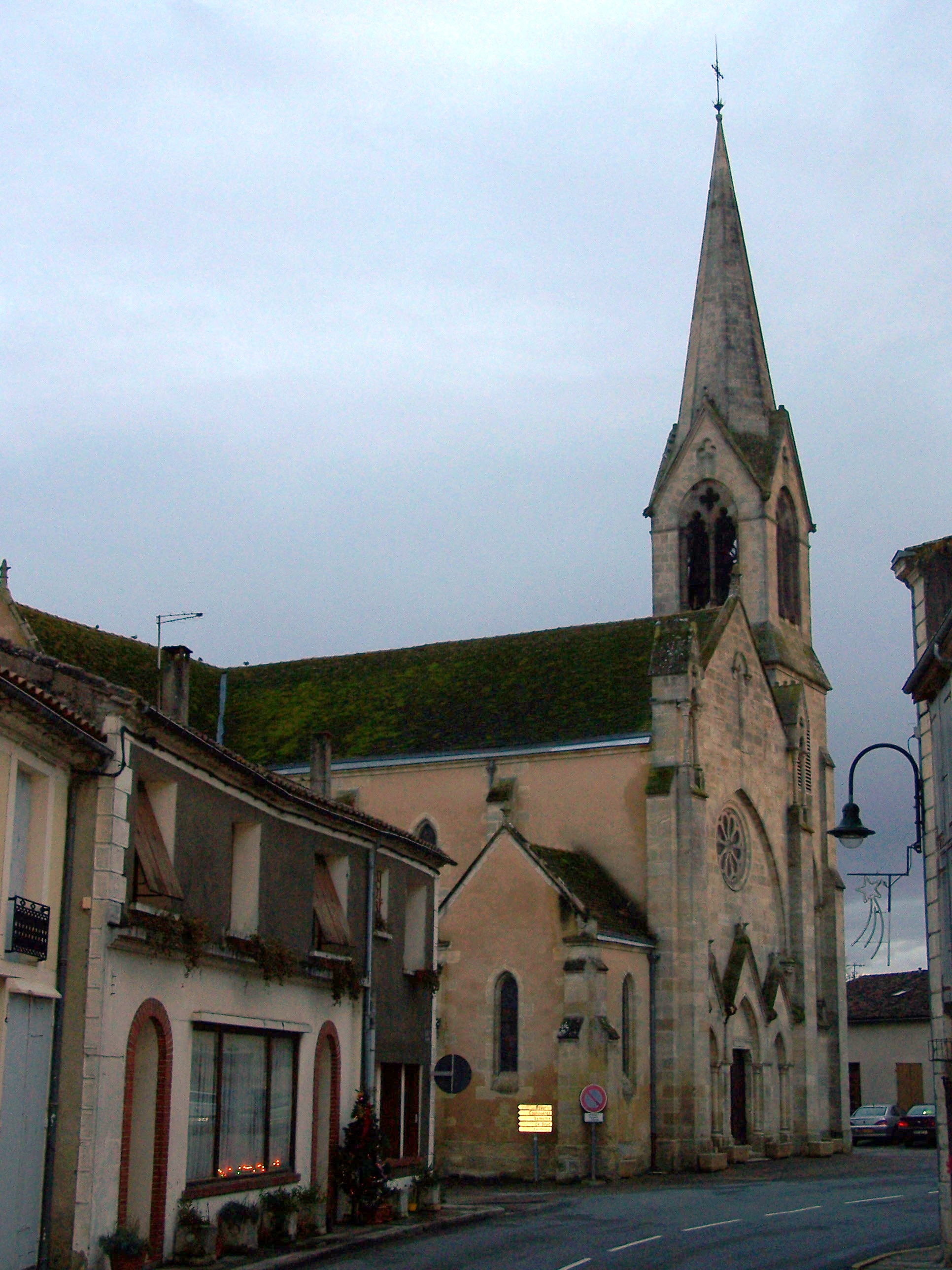
Kirche Saint Jean-Baptiste
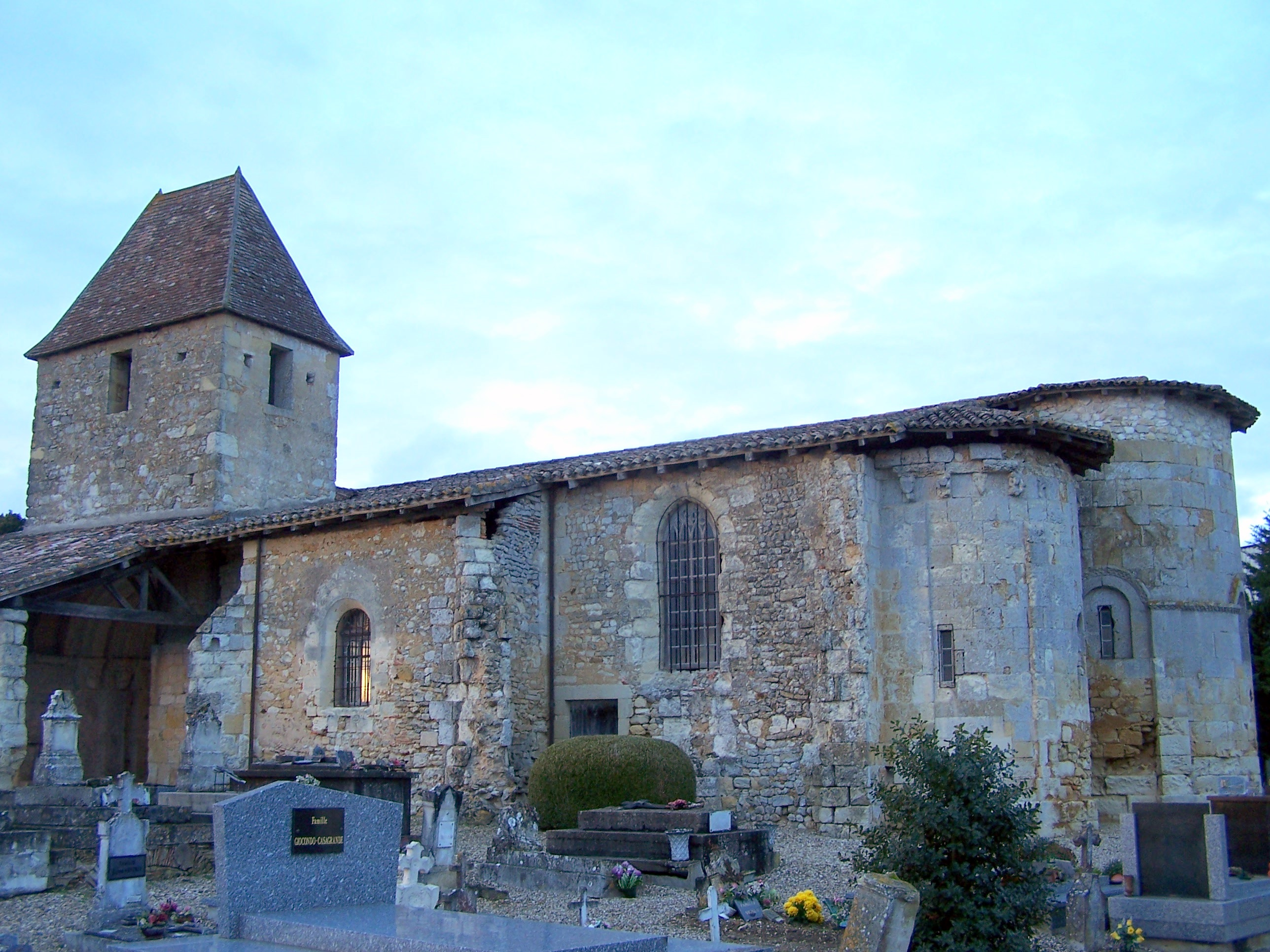
Kirche Saint Jean de Vidailhac
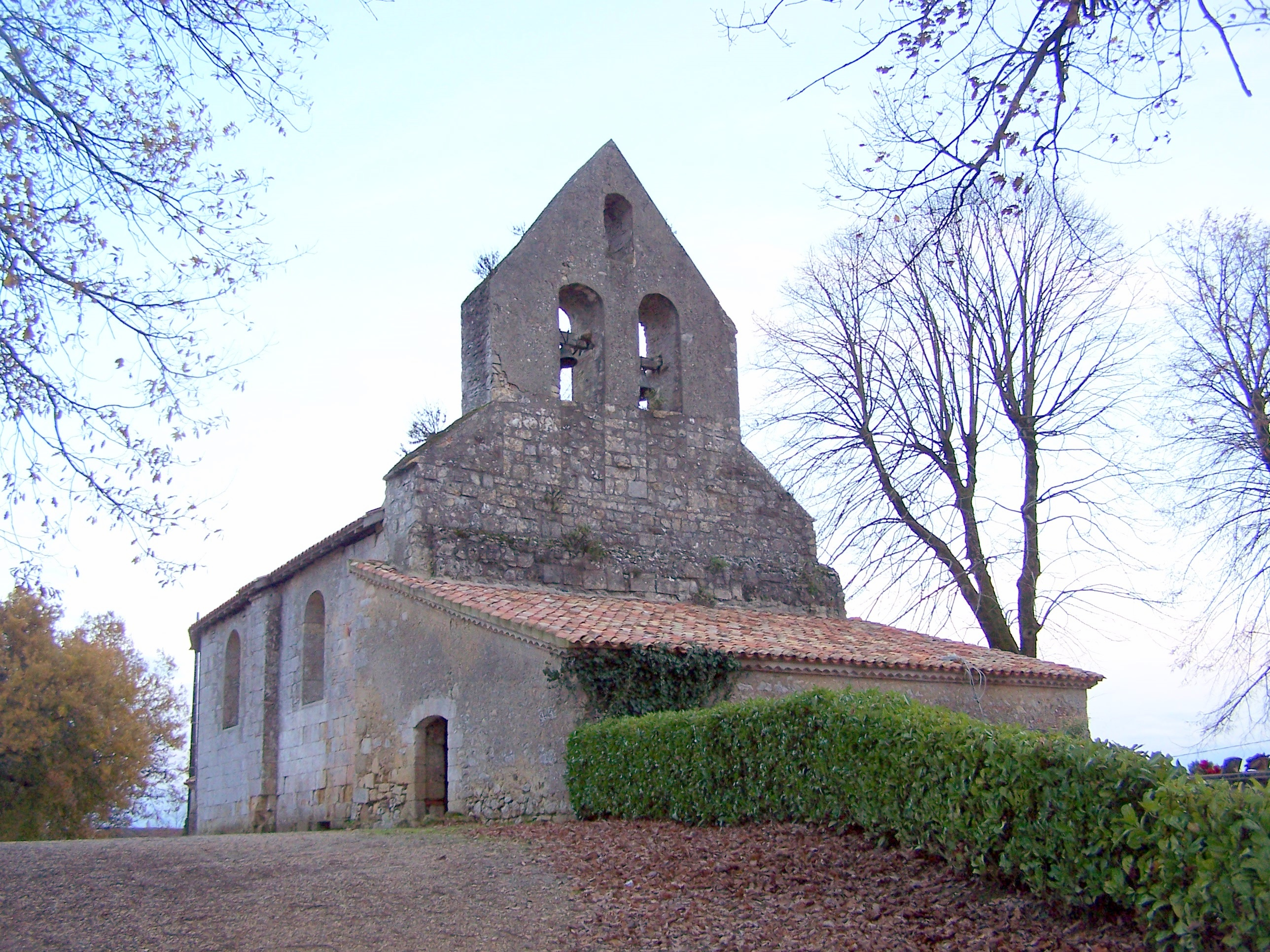
Kirche von Gouts

## Wirtschaft und Infrastruktur
Ein Teil der Rebfläche der Côtes du Marmandais befindet sich in Cocumont.
Cocumont wird von der Départementsstraße D3 passiert. Der nächste Autobahnanschluss befindet sich ungefähr 11,5 Kilometer Entfernung an der Autoroute A62. Der nächste Bahnhof liegt in Marmande an der Linie Bordeaux-Sète der SNCF. Er wird mit Zügen des TER Aquitaine bedient.